# Добросолово
Добросолово (пол. Dobrosołowo) — село в Польщі, у гміні Казімеж-Біскупи Конінського повіту Великопольського воєводства.
Населення — 488 осіб (2011).
У 1975-1998 роках село належало до Конінського воєводства.

## Демографія
Демографічна структура станом на 31 березня 2011 року:
|          | Загалом | Допрацездатний вік | Працездатний вік | Постпрацездатний вік |
| -------- | ------- | ------------------ | ---------------- | -------------------- |
| Чоловіки | 235     | 56                 | 161              | 18                   |
| Жінки    | 253     | 53                 | 144              | 56                   |
| Разом    | 488     | 109                | 305              | 74                   |